# Actiosaure
L'actiosaure (Actiosaurus) és un gènere extint descrit per primera vegada per Sauvage l'any 1882. Com se'n coneix poca cosa es considera nomen dubium. Originalment va ser descrit com un dinosaure, actualment se'l considera com un ictiosaure.